# Xã Emerson, Quận Harlan, Nebraska
Xã Emerson (tiếng Anh: Emerson Township) là một xã thuộc quận Harlan, tiểu bang Nebraska, Hoa Kỳ. Năm 2010, dân số của xã này là 277 người.